# Ζ̑
Cette page contient des caractères spéciaux ou non latins. S’ils s’affichent mal (▯, ?, etc.), consultez la page d’aide Unicode.
Le zéta brève inversée, ζ̑, est une lettre grecque additionnelle utilisée dans l’écriture de certains dialectes du grec moderne.

## Utilisation
Certains auteurs utilisent le zéta brève inversée ‹ ζ̑ › pour représenter une consonne fricative alvéolaire voisée [ʒ] ou dans le digramme ‹ τζ̑ › représentant une consonne affriquée palato-alvéolaire voisée [dʒ].

## Représentations informatiques
Le zéta brève inversée peut être représente avec les caractères Unicode suivants (grec et copte, diacritiques):
| formes    | représentations | chaînes de caractères | points de code | descriptions                                             |
| --------- | --------------- | --------------------- | -------------- | -------------------------------------------------------- |
| capitale  | Ζ̑               | Ζ◌̑                    | U+0396 U+0311  | lettre majuscule grecque zéta diacritique brève inversée |
| minuscule | ζ̑               | ζ◌̑                    | U+03B6 U+0311  | lettre minuscule grecque zéta diacritique brève inversée |